# Лестница (мини-сериал)
«Лестница» (англ. The Staircase) — американский восьмисерийный мини-сериал в жанре настоящего преступления, созданный режиссёром Антонио Кампосом (также выступившим сценаристом проекта) на основе одноимённого документального сериала о реальном преступлении 2004 года. Главную роль исполнил Колин Фёрт. Он играет писателя по имени Майкл Питерсон, осуждённого за убийство своей жены (Тони Коллетт), которая была найдена мёртвой у подножия лестницы в их доме. Премьера сериала состоялась 5 мая 2022 года на канале HBO Max.

## Сюжет
Майкл Питерсон, писатель военных романов, обвиняется в убийстве своей жены Кэтлин после того, как её находят мёртвой у подножия лестницы в их доме. По мере расследования преступления семья оказывается втянутой в бурную судебную тяжбу. В то же время, скандальной историей начинает интересоваться французская съёмочная группа занимающаяся документальным кино.

## В ролях
- Колин Фёрт — Майкл Питерсон, писатель и политический деятель из Дарема. Становится объектом расследования и интереса со стороны документалистов.
- Тони Коллетт — Кэтлин Питерсон, вторая жена Майкла и мать Кейтлин. Являлась руководителем в крупной компании, пользовалась уважением в обществе.
- Майкл Стулбарг — Дэвид Рудольф, адвокат Майкла
- Дэйн Дехаан — Клейтон Питерсон, старший сын Майкла от первого брака, у которого были проблемы с законом.
- Оливия Деджонг — Кейтлин Этуотер, дочь Кэтлин от первого брака. Сначала она поддерживает отчима.
- Патрик Шварценеггер — Тодд Питерсон, младший сын Майкла от первого брака.
- Софи Тёрнер — Маргарет Рэтлифф, дочь Майкла, которую он удочерил после смерти её биологических родителей.
- Одесса Янг — Марта Рэтлифф, ещё одна приёмная дочь Майкла, родная сестра Маргарет.
- Розмари Деуитт — Кэндис Хант Замперини, сестра Кэтлин.
- Тим Гини — Билл Питерсон, брат Майкла.
- Паркер Поузи — Фред Блэк, окружной прокурор Дарема.
- Жюльет Бинош — Софи Брюне, монтажёр документального фильма.
- Винсент Верминьон[фр.] — Жан-Ксавье, режиссёр документального фильма.

## Производство
Антонио Кампос вынашивал идею сериала с 2008 года, в виде адаптации французского документального сериала «Лестница». 21 ноября 2019 года было объявлено, что компания Annapurna Television запустила проект в разработку. Кампос выступил сценаристом сериала, а также исполнительным продюсером, наряду с Харрисоном Фордом. 22 сентября 2020 года во время интервью о своём новом фильме «Дьявол всегда здесь» для журнала Interview Кампос сообщил, что представители HBO Max выкупили права на трансляцию предстоящего сериала. 31 марта 2021 года было объявлено, что он будет состоять из 8 эпизодов, при этом Кампос был назначен шоураннером и режиссёром 6 эпизодов, а Мэгги Кон из «Американской истории преступлений» присоединилась к нему в качестве сценариста, исполнительного продюсера и сошоураннера. В то же время из проекта выбыл Форд. После объявления о начале съёмок Кампос заявил: 
В том или ином виде я работал над этим проектом с 2008 года. Это был долгий и тернистый путь, но ожидания стоили того, чтобы обрести таких партнёров как HBO Max, Annapurna, Мэгги Кон и невероятный Колин Фёрт, сумевший воплотить образ столь сложного персонажа из истории, которая происходила в реальной жизни.
Изначально роль Майкла Питерсона должен был сыграть Харрисон Форд, однако в марте 2021 года его заменили на Колина Фёрта. В следующем месяце роль жены писателя получила Тони Коллетт. В мае к к актерскому составу присоединились Розмари Деуитт, Жюльет Бинош и Паркер Поузи, а в следующем месяце — Софи Тёрнер, Одесса Янг, Патрик Шварценеггер, Дэйн Дехаан и Майкл Стулбарг. В июле список актёров пополнили Тим Гини и Винсент Верминьон.
Основные съёмки проходили в Атланте, штат Джорджия, в период с июня по ноябрь 2021 года.

## Список эпизодов
| № | Название                                  | Режиссёр       | Автор сценария                 | Дата премьеры |
| - | ----------------------------------------- | -------------- | ------------------------------ | ------------- |
| 1 | «911»                                     | Антонио Кампос | Антонио Кампос                 | май 5, 2022   |
| 2 | «Chiroptera»                              | Антонио Кампос | Мэгги Кон                      | май 5, 2022   |
| 3 | «The Great Dissembler»                    | Антонио Кампос | Антонио Кампос                 | май 5, 2022   |
| 4 | «Common Sense»                            | Антонио Кампос | Эмили Качмарек и Крейг Шилович | май 12, 2022  |
| 5 | «The Beating Heart»                       | Ли Джаниак     | Крейг Шилович                  | май 19, 2022  |
| 6 | «Red in Tooth and Claw»                   | Ли Джаниак     | Эмили Качмарек                 | май 26, 2022  |
| 7 | «Seek and Ye Shall»                       | Антонио Кампос | Мэгги Кон                      | июнь 2, 2022  |
| 8 | «America's Sweetheart or: Time Over Time» | Антонио Кампос | Антонио Кампос                 | июнь 9, 2022  |

## Отзывы критиков
Сериал был высоко оценён профильными изданиями, особенно хвалили игру Колина Фёрта. На сайте-агрегаторе рецензий Rotten Tomatoes рейтинг сериала составляет 92 % со средней оценкой 7,80/10 на основе 73 обзоров. Консенсус критиков гласит: «„Лестница“ не подарит много сюрпризов для тех, кто уже знаком с оригинальным документальным сериалом, однако новая постановка привносит в эту загадочную историю свежий взгляд и фактуру — наряду с потрясающей ролью Колина Фёрта». На сайте Metacritic оценка проекта составляет 80 баллов из 100 на основе 28 критиков, что приравнивается к «в целом положительному» статусу.
Участники оригинального французского сериала раскритиковали американскую версию, а его создатель, Жан-Ксавье де Лестрейд, заявил, что «почувствовал себя очень некомфортно, будто меня предали» после его просмотра. Оригинальная документальная команда, в частности, раскритиковала проект за искажение отношений между Софи Брюне и Питерсоном, за предположение, что документальная съёмочная группа хотела изобразить главного героя в более выгодном свете, а также что продюсерские заслуги приписали Эллисон Лучак, вместо Дениса Понсе. Дэвид Рудольф выразил обеспокоенность по поводу точности фактов в сюжете, заявив, что «многое из того, что я видел в первых пяти эпизодах, было неточным, вводящим в заблуждение и откровенно ложным». Сам Питерсон тоже раскритиковал сериал, заявив, что его не проинформировали о его съёмках, и обвинил де Лестрейда в том, что он продал права на адаптацию телеканалу HBO.

### Награды и номинации
| Год  | Награда                                  | Категория                                                                        | Номинант                         | Результат | Ссылка        |
| ---- | ---------------------------------------- | -------------------------------------------------------------------------------- | -------------------------------- | --------- | ------------- |
| 2022 | Ассоциация голливудских телекритиков     | Лучший мини-сериал или антология                                                 | The Staircase                    | Номинация | [ 26 ]        |
| 2022 | Ассоциация голливудских телекритиков     | Лучший актёр в мини-сериале или антологии                                        | Колин Фёрт                       | Номинация | [ 26 ]        |
| 2022 | Ассоциация голливудских телекритиков     | Лучшая актриса в мини-сериале или антологии                                      | Тони Коллетт                     | Номинация | [ 26 ]        |
| 2022 | Ассоциация голливудских телекритиков     | Лучший сценарий для мини-сериала, антологии или фильма                           | Антонио Кампос (за эпизод «911») | Номинация | [ 26 ]        |
| 2022 | Прайм-тайм премия «Эмми»                 | Лучшая мужская роль в мини-сериале или фильме                                    | Колин Фёрт                       | Номинация | [ 27 ]        |
| 2022 | Прайм-тайм премия «Эмми»                 | Лучшая женская роль в мини-сериале или фильме                                    | Тони Коллетт                     | Номинация | [ 27 ]        |
| 2022 | Премия Ассоциации телевизионных критиков | Приз за выдающееся достижение в фильме, мини-сериале или специальном телевыпуске | The Staircase                    | Номинация | [ 28 ]        |
| 2022 | Премия «Золотой глобус»                  | Лучшая мужская роль в мини-сериале или телефильме                                | Колин Фёрт                       | Номинация | [ 29 ]        |
| 2022 | Премия «Спутник»                         | Лучший мини-сериал                                                               | The Staircase                    | Ожидается | [ 30 ] [ 31 ] |
| 2022 | Премия «Спутник»                         | Лучшая актриса в мини-сериале или телефильме                                     | Тони Коллетт                     | Ожидается | [ 30 ] [ 31 ] |